# Hans Severin
Hans Severin född i Skåne, Danmark, cirka 1640, död 1679, födelsenamnet var Hans Sörensen, var en snapphane. Han skrev sig också Hans Söfrens. 
Severin var enligt avrättningsprotokollet son till en bonde i Skivarp i Skåne, men har i olika källor även uppgetts som härstammande från Börringe och Ystad. Under skånska kriget bodde han enligt en uppgift i Stubbarp. 
Efter tvångsrekrytering och krigstjänst i den svenska hären i Livland, lyckades Severin ta sig tillbaka till Skåne och tog värvning som löjtnant i ett friskyttekompani under Hendrik Fredrik Dreyer för att hjälpa danskarna. 1678 blev han kapten i Börringe friskyttekompani och sedan utnämndes han till huvudansvarig för samtliga friskyttar i Malmö län. Severin och hans män omnämns i källorna bland annat för att ha dödat en svensk dragon i Torna Hällestad sommaren 1678.
I april samma år suspenderades Severin från tjänst pga anklagelser om plundring och övergrepp men åtalet lades ned. I oktober 1678 fick Severin order av danska huvudkvarteret att bränna och minera Hasslebro och utförde uppdraget medan svenskarna hade vaktombyte. Enligt amtman Knud Thott blev bron dock inte helt förstörd. I februari 1679 överraskades Severin av en svensk trupp under ett uppdrag i Vemmenhögs härad, sårades svårt och fängslades. Danskarna lade sig i bakhåll för konvojen som transporterade Severin norrut men befrielseförsöket misslyckades och Severin ställdes inför svensk krigsrätt. Överste Merheim vädjade till svenskarna om nåd för Severin, men till ingen nytta.
Hans Severin fördes till Vanneberga där han fängslades med flera andra ur hans kompani den 12 februari 1679. Samma dag ställs han inför rätta. Vid gripandet hade han en order på sig där det stod att han skulle vakta och beslagta brev. Sven Erlandsson skickade en kopia av ordern till Jöran Sperling som vidtog åtgärder för att få säkrare brevtransporter och skrev sedan ett brev till Karl XI där han redogör för detta. Han levde ännu den 16 februari då han är med i fängelselistan.
Hans Severin dömdes som snapphane av krigsrätten till "att  spetsas levande, inte invärtes, utan mellan hud och rygg igenom nacken, sedan sättas på pålen, fötterna naglade och händerna bakbundna under en ny galge, med rep om halsen, icke tilldraget. Hans namn slås på galgen." Enligt avrättningsprotokollet tog det honom mellan sju och åtta timmar att dö.